# Електрокоагуляція
Електрокоагуляція (рос.электрокоагуляция, англ. electric coagulation, нім. Elektrokoagulation f) — коагуляція (осідання) колоїдних систем внаслідок дії на них постійним електричним струмом, що викликає електричну дисоціацію присутніх в системі солей, вибіркову взаємодію іонів з утворенням та випаданням гелів.

## Реалізація
Доступні багато марок електрокоагуляційних приладів. Вони можуть варіюватися від простого анода та катода до набагато складніших приладів з контролем над електродними потенціалами, пасивацією, споживанням анода, потенціалами REDOX клітини, а також введенням ультразвукового впливу, ультрафіолету і ряду газів та реагентів для досягнення так званих вдосконалених процесів окиснення тугоплавких або непоступливих органічних речовин.

## Застосування
Електрокоагуляція застосовується, зокрема, для прояснення обігових вод в системах обробки шламів.
Електрокоагуляція стала швидко зростаючою областю очищення стічних вод завдяки своїй здатності видаляти забруднення, які, як правило, важче видалити системами фільтрації або хімічної обробки, такими як емульгована олія, загальні вуглеводні нафти, вогнетривкі органічні речовини, зважені тверді речовини та важкі метали.